# Централноафрички праг
Централноафрички праг је висораван која се пружа дуж Великог афричког рова у централној и источној Африци. Захвата просторе држава Јужни Судан, ДР Конго, Уганда и Замбија. Највиша тачка је вулкан Вирунга 4.507 метара.

## Одлике
Са Централноафричког права издижу се планине Кињети (3.187 м), Вирунга (4.507 м) и Марунгу (2.456). Ово је изразито вулканска област. Висију пресецају токови река Арувими, Луакуга, Луапула и др. Најзначајнији градови су Џуба у Јужном Судану, затим Гома и Букаву у ДР Конгу и Мбала у Замбији.